# Valeri Sorokin
Valeri Jevgenjevitsj Sorokin (Russisch: Валерий Евгеньевич Сорокин) (Stavropol, 6 januari 1985) is een Russisch voetballer van Tom Tomsk. Hij speelt als rechtermiddenvelder.

## Carrière
Sorokin speelde in zijn geboorteland voor Spartak Nizjni Novgorod, Lokomotiv en Dinamo Moskou.
Tijdens de winterstop van het seizoen 2007-08 testte de blonde Rus bij toenmalig Duits kampioen VfB Stuttgart. Die test was positief, maar aangezien er al te veel buitenlanders aanwezig waren in de kern van Stuttgart, ging zijn transfer niet door. Daarop ging hij in België aan de slag, bij FC Brussels. Hij was er een van de weinige lichtpunten, maar kon niet verhinderen dat Brussels aan het einde van het seizoen degradeerde.
Sorokin had zich in de kijker gespeeld. Hij stond lange tijd dicht bij een transfer naar KV Mechelen, maar het was uiteindelijk bij KAA Gent waar hij een contract voor 2 seizoenen tekende. Daar belandde hij na een tijdje op een zijspoor, hij heeft nog maar enkele keren mogen invallen en heeft 1 keer een volledige wedstrijd mogen afwerken in de beker tegen OH Leuven waar hij zelf scoorde. Daarom keek de Russische middenvelder naar een andere club uit. Neo-eersteklasser AFC Tubize en RAEC Mons hadden sterke interesse in Sorokin. De Rus koos uiteindelijk voor Tubeke omdat hij daar zijn ex-coach Albert Cartier en ex-ploegmakker Alan Haydock van bij FC Brussels terugziet.
Daar zal hij zich in die 6 maanden proberen te bewijzen. En misschien kan hij in in het Waalse Tubeke een betere speler worden waardoor hij na die uitleenbeurt bij KAA Gent een basisplaats kan veroveren, in zijn eerste wedstrijd met Tubize scoorde hij al meteen.
Na zijn uitleenbeurt bij Tubeke kon Sorokin op geen speelgelegenheid meer rekenen bij KAA Gent, die zijn contract ontbonden. In 2010 komt hij uit voor het Russische Dynamo Bryansk. In de zomer van 2012 versierde hij naar een transfer naar het Russische Tom Tomsk waar René Vandereycken vorig jaar even in beeld was als trainer.